# Agustín Parra
Agustín Hernán Felipe Parra Repetto (n. Viña del Mar, Región de Valparaíso, Chile, 10 de junio de 1989) es un exfutbolista y entrenador chileno. 
Jugaba de defensa, y realizó toda su carrera profesional como jugador en Santiago Wanderers.

## Trayectoria

### Como jugador
Llegó a la Sub-16 de Santiago Wanderers en 2004, en una prueba masiva de jugadores donde se convertiría en uno de los jugadores más relevantes, recibiendo ofertas del fútbol español pero esto no se concretó.
Debutó en el primer partido de Santiago Wanderers en 2008 frente a Curicó Unido, válido por la primera fecha del Torneo de Apertura de la Primera B. Desde su debut fue destacando en la cancha y de a poco se fue ganando un puesto de titular el cual por la falta de experiencia debía rotar con otros jugadores como José Contreras o Hugo Bascuñán.
El 2009 se convirtió en su año, pese al no haber jugado en el Campeonato Sudamericano Sub-20 de 2009 se convirtió en titular fijo en la defensa caturra con Jorge Aravena en la banca llegando a marcar su primer gol como profesional, el 5 de abril del 2009 contra Deportes Antofagasta, pero esto terminaría con la llegada de Humberto Zuccarelli quien no lo mantuvo como titular lo que quedó de torneo donde con su equipo lograría el ascenso a la Primera División. Cabe destacar que durante el 2009 recibió de parte de la Municipalidad de Valparaíso la medalla Unesco Valparaíso, Patrimonio de la Humanidad y gracias a sus buenas actuaciones surgió el rumor de que clubes de Europa como el Torino, el Genoa, el Olympique de Marsella y el Tottenham estarían tras sus servicios pero finalmente se queda en el club porteño.
En 2010, volvió a retomar su puesto como titular convirtiéndose en una de las buenas figuras de Santiago Wanderers en Primera División aunque durante la quinta fecha del Torneo Petrobras 2010 sufrió un choque con el portero David Reyes que provocó que se desmayara y tuviera convulsiones desatando la preocupación de todo el medio lo que por suerte a finales no fue tan grave y tras algunas semanas volvió a la actividad.
Las siguientes temporadas con el club porteño estarían marcadas por las lesiones lo que no lo dejarían tomar nunca la regularidad deseada, incluso para el Transición 2013 una lesión lo dejaría fuera de casi la totalidad del torneo. Ya para 2014, retomaría la titularidad y en el Apertura de aquel año, junto con Ezequiel Luna y Mauricio Prieto serían pieza clave en defensa para el vicecampeonato obtenido por su club, lamentablemente en la segunda fecha del Clausura 2015 sufriría la rotura del tendón de Aquiles por lo cual nuevamente se perdería todo un torneo reapareciendo a fines del Apertura 2015 sufriendo una nueva lesión al torneo siguiente que lo tendría todo el 2016 sin volver a pisar las canchas.
Su última lesión le arrastraría nuevos problemas físicos teniéndolo fuera de las canchas por más de un año pese a en un momento lograr estar citado para la Copa Chile 2017, campeonato que su equipo obtendría sin su participación en cancha. Finalmente tras dos años de no jugar regresaría a las canchas en la victoria de su equipo frente a Unión San Felipe en un encuentro válido por la séptima fecha de la Primera B 2018 llegando a disputar catorce partidos antes de volver a lesionarse regresando al final del campeonato en la liguilla frente a Cobresal el que a la postre sería su último partido como profesional ya que debido a sus constantes lesiones Santiago Wanderers no le renovaría su contrato tras más de diez años, pero le ofrecería sumarse como técnico a las divisiones inferiores y femeninas del club por lo que comenzaría a estudiar en el INAF.

### Como entrenador
Tras titularse de director técnico y dirigir en diferentes categorías de las divisiones inferiores de Santiago Wanderers, el 24 de diciembre de 2023 es anunciado como nuevo entrenador de Concón National de la Segunda División chilena.el 2 de abril, tras una derrota ante Real San Joaquín en la 5° fecha del torneo 2024, y con 5 derrotas en la misma cantidad de partidos, se anuncia su salida de la banca.

## Selección nacional
Fue nominado a la Selección de fútbol sub-17 de Chile pero no estuvo en competiciones importantes, luego sería llamado por Ivo Basay a la Selección de fútbol sub-20 de Chile para ir a México a disputar el João Havelange donde fue campeón, tras esto pasó a la Selección de fútbol sub-23 de Chile, dirigida por Eduardo Berizzo, para disputar el Torneo Internacional Sub-23 de Malasia donde no tuvo la oportunidad de jugar.
El 2009 fue parte de la Selección de fútbol sub-20 de Chile que disputó el Campeonato Sudamericano Sub-20 de 2009 que se realizó en Venezuela pero no jugó aunque ese mismo año tuvo su revancha al ser citado para disputar el Torneo Esperanzas de Toulon que se realizó en Francia, donde su selección debía defender el segundo lugar alcanzado en la edición anterior donde esta vez junto con la selección chilena obtuvieron el primer lugar del torneo, jugando tres de los cinco partidos disputados.
En mayo del 2010, fue citado por el DT de la selección nacional sub-22, dirigida esta vez por César Vaccia, para volver a participar en el Torneo Esperanzas de Toulon pero en esta ocasión solo terminarían en el cuarto lugar. Su siguiente convocatoria sería nuevamente a una sub-23 en el 2012, esta vez para enfrentar a la selección olímpica de Uruguay donde ingresaría en el segundo tiempo siendo parte de la derrota de seis goles contra cuatro de su equipo. En ese mismo año es citado por primera vez a la Selección de fútbol de Chile para afrontar un partido amistoso frente a Ecuador en Estados Unidos donde no llegaría a jugar.
A comienzos del 2013 es citado nuevamente a "La Roja" adulta para afrontar dos amistosos frente a Senegal y Haití pero nuevamente no llegaría a debutar.

## Estadísticas

### Como jugador
| Santiago Wanderers · Chile       | 2.ª           | 2008-A        | 11  | 0  | -- | -- | -- | -- | 11  | 0 |
| Santiago Wanderers · Chile       | 2.ª           | 2008-C        | 13  | 0  | -- | -- | -- | -- | 13  | 0 |
| Santiago Wanderers · Chile       | 2.ª           | 2009-A        | 17  | 1  | -- | -- | -- | -- | 17  | 1 |
| Santiago Wanderers · Chile       | 2.ª           | 2009-C        | 4   | 0  | 2  | 0  | -- | -- | 6   | 0 |
| Santiago Wanderers · Chile       | 1.ª           | 2010          | 24  | 1  | 1  | 0  | -- | -- | 25  | 1 |
| Santiago Wanderers · Chile       | 1.ª           | 2011-A        | 9   | 0  | 1  | 0  | -- | -- | 10  | 0 |
| Santiago Wanderers · Chile       | 1.ª           | 2011-C        | 16  | 0  | -- | -- | -- | -- | 16  | 0 |
| Santiago Wanderers · Chile       | 1.ª           | 2012-A        | 11  | 1  | -- | -- | -- | -- | 11  | 1 |
| Santiago Wanderers · Chile       | 1.ª           | 2012-C        | 14  | 0  | 2  | 0  | -- | -- | 16  | 0 |
| Santiago Wanderers · Chile       | 1.ª           | 2013-T        | 1   | 0  | -- | -- | -- | -- | 1   | 0 |
| Santiago Wanderers · Chile       | 1.ª           | 2013-A        | 7   | 0  | -- | -- | -- | -- | 7   | 0 |
| Santiago Wanderers · Chile       | 1.ª           | 2014-C        | 11  | 0  | -- | -- | -- | -- | 11  | 0 |
| Santiago Wanderers · Chile       | 1.ª           | 2014-A        | 19  | 0  | 3  | 0  | -- | -- | 22  | 0 |
| Santiago Wanderers · Chile       | 1.ª           | 2015-C        | 2   | 0  | -- | -- | -- | -- | 2   | 0 |
| Santiago Wanderers · Chile       | 1.ª           | 2015-A        | 1   | 0  | -- | -- | -- | -- | 1   | 0 |
| Santiago Wanderers · Chile       | 1.ª           | 2016-C        | 4   | 1  | -- | -- | -- | -- | 4   | 1 |
| Santiago Wanderers · Chile       | 1.ª           | 2016-A        | --  | -- | -- | -- | -- | -- | 0   | 0 |
| Santiago Wanderers · Chile       | 1.ª           | 2017-C        | --  | -- | -- | -- | -- | -- | 0   | 0 |
| Santiago Wanderers · Chile       | 1.ª           | 2017-T        | --  | -- | -- | -- | -- | -- | 0   | 0 |
| Santiago Wanderers · Chile       | 2.ª           | 2018          | 13  | 0  | 2  | 0  | -- | -- | 15  | 0 |
| Santiago Wanderers · Chile       | Total club    | Total club    | 177 | 4  | 11 | 0  | 0  | 0  | 188 | 4 |
| Santiago Wanderers · Chile       | Total carrera | Total carrera | 177 | 4  | 11 | 0  | 0  | 0  | 188 | 4 |
| (1) Incluye datos de Copa Chile. |               |               |     |    |    |    |    |    |     |   |

#### Resumen estadístico
|                           | Partidos | Goles |
| ------------------------- | -------- | ----- |
| Primera División de Chile | 119      | 3     |
| Primera B                 | 58       | 1     |
| Copa Chile                | 11       | 0     |
| Total                     | 188      | 4     |

### Estadísticas como entrenador
| Concón National · Chile | 3.ª                 | 2024                | 5 | 0 | 0 | 5 | Inc. | 0 | 0 | 0 | 0 | - | - | - | - | - | - | - | - | 5 | 0 | 0 | 5 | 0% | 3 | 12 | -9 | 0 |
| Concón National · Chile | Total               | Total               | 5 | 0 | 0 | 5 |      | 0 | 0 | 0 | 0 | - | - | - | - | - | - | - | - | 5 | 0 | 0 | 5 | 0% | 3 | 12 | -9 | 0 |
| Total en su carrera     | Total en su carrera | Total en su carrera | 5 | 0 | 0 | 5 |      | 0 | 0 | 0 | 0 | 0 | 0 | 0 | 0 | - | - | - | - | 5 | 0 | 0 | 5 | 0% | 3 | 12 | -9 | 0 |

#### Resumen estadístico
| Competición               | Partidos | Ganados | Empatados | Perdidos | Rendimiento |
| ------------------------- | -------- | ------- | --------- | -------- | ----------- |
| Segunda División de Chile | 5        | 0       | 0         | 5        | 0%          |
| Copa Chile                | 0        | 0       | 0         | 0        | 0%          |
| TOTAL                     | 5        | 0       | 0         | 5        | 0%          |

## Palmarés

### Como jugador

#### Títulos nacionales
| Título     | Club               | País  | Año  |
| ---------- | ------------------ | ----- | ---- |
| Copa Chile | Santiago Wanderers | Chile | 2017 |

### Distinciones individuales
| Distinción                                            | Año  |
| ----------------------------------------------------- | ---- |
| Medalla Unesco Valparaíso, Patrimonio de la Humanidad | 2009 |
| Medalla Cruce de Los Andes                            | 2017 |